# Atlapetes melanolaemus
El atlapetes carinegro (Atlapetes melanolaemus) es una especie de ave paseriforme de la familia Passerellidae endémica de los Andes. Se encuentra en los bosques húmedos de montaña aproximadamente entre Cuzco (Perú) y Sucre (Bolivia). Anteriormente se consideraba una subespecie del atlapetes pechiamarillo. 
A pesar de su nombre, no tiene el rostro más negro que otros de sus congéneres. Sus partes superiores son negruzcas, menos una banda castaño rojiza que se extiende por su frente, píleo y nuca. Sus partes inferiores son amarillas manchadas de verde, sobre todo en los flancos. En general se parece al atlapetes pechiamarillo, con las partes inferiores más oscuras y verdosas, y la garganta negra.